# Veliki rombidodekaeder
| Veliki rombidodekaeder                   | Veliki rombidodekaeder                                 |
| ---------------------------------------- | ------------------------------------------------------ |
|                                          |                                                        |
| Vrsta                                    | uniformni zvezdni polieder                             |
| Elementi                                 | F = 42, E = 120, V =60 ({\displaystyle \chi \,} = -18) |
| Stranske ploskve po stranicah            | (30){4}+12{10/3}                                       |
| Wythoffovi simboli                       | 2 5/3 (3/2 5/4) \|                                     |
| Simetrijska grupa\|\|Ih, [5,3], *532     |                                                        |
| Bowerjeva okrajšava                      | Gird                                                   |
| Sklici                                   | U73, C89, W109                                         |
| veliki rombidodekakron (dualni polieder) | 4.10/3.4/3.10/7 slika oglišč                           |

Veliki rombidodekaeder je nekonveksni uniformni polieder z oznako (indeksom) U73. Njegova slika oglišč je križni štirikotnik.

## Sorodni poliedri
Ima isto sliko oglišč kot prisekan veliki dodekaeder in uniformni sestavi šestih ali sestav dvanajstih petstranih prizem. Razen tega ima še isto razvrstitev robov kot nekonveksni veliki rombiikozidodekaeder, ki ima skupne kvadratne stranske ploskve in veliki dodecidodekaeder, ki pa ima dekagramske skupne stranske ploskve. 
| nekonveksni veliki rombiikozaeder | veliki dodeciikozaeder          | veliki rombidodekaeder              |
| prisekan veliki dodekaeder        | sestav šestih petstranih prizem | sestav dvanajstih petstranih prizem |